# Pristimantis polemistes
Pristimantis polemistes är en groddjursart som först beskrevs av Lynch och Ardila-Robayo 2004.  Pristimantis polemistes ingår i släktet Pristimantis och familjen Strabomantidae. IUCN kategoriserar arten globalt som sårbar. Inga underarter finns listade i Catalogue of Life.